# 慎血胶
慎血膠，又稱慎恤膠，為中國傳統春藥的一種。據說漢成帝縱慾而死，實斃命於此藥，《飛燕外傳》：“帝病緩弱，大醫萬方不能救，求奇藥，嘗得慎血膠，遺昭儀，昭儀輒進帝，一丸一幸”。近人錢鍾書考證“慎血膠”，認為其名乃因男女久做不敗，如膠似漆。